# Чеверноженко, Тарас Анатольевич
Тарас Анатольевич Чеверноженко (род. 1962) — советский и украинский театральный актёр, Заслуженный артист Украины.

## Биография
Родился 30 мая 1962 года в городе Луганске в актёрской семье: отец — заслуженный деятель искусств Украины Анатолий Чеверноженко, мать — заслуженная артистка Украины Валентина Чеверноженко.
Закончил Луганский государственный институт культуры по специальности актёр театра и кино. Творческую деятельность начал в 1985 году на сцене Луганского областного русского драматического театра. За время работы сыграл более 100 ролей в спектаклях классической и современной драматургии.
Т. А. Чеверноженко является членом Национального союза театральных деятелей Украины. Лауреат Межрегионального театрального фестиваля «Золотой ключик» 2006 года.
Жена — Евгения Качанова, также является актёром Луганского академического областного русского драматического театра, в семье есть два сына — Назар и Захар.